# 再見艾曼妞
《再見艾曼妞》（法語：Good-bye, Emmanuelle）是1977年由弗朗索瓦·勒特里耶（François Leterrier）执导，施維亞·姬絲桃主演的法国軟調色情电影。这是1975年电影《艾曼妞續集》的续集，也是同名电影系列的第三部作品。
电影的配乐由塞尔日·甘斯布创作。在这部续集中，艾曼妞和让搬到塞舌尔，最终她离开了他。在1992年《艾曼妞第七官感》上映之前，这是该系列最后一部以法语拍摄的电影，之后的续集均以英语拍摄。接下来的续集是1984年上映的《艾曼妞第4集》。

## 剧情
艾曼妞和让在塞舌尔度过了三年的自由时光，这段时间里，当地女子安杰丽克也参与其中。在与好友纪尧姆和克拉拉夫妇以及被丈夫抛弃的画家克洛伊的聚会中，他们的熟人热拉尔带着空姐瓦内萨到来。瓦内萨立刻被喜欢与其他女人纠缠的纪尧姆吸引，引发了嫉妒的克拉拉不满。另一天，在同样生活开放的好友弗洛伦斯和米歇尔夫妇家中，艾曼妞、让和克洛伊度过了愉快的夜晚，艾曼妞结识了电影导演格雷戈里·佩兰。此前，格雷戈里偶然拍摄到艾曼妞与一位瑞典人（这是让为艾曼妞准备的一个惊喜）的亲密场景。艾曼妞和格雷戈里在一个岛上发展了亲密关系，但格雷戈里无法理解艾曼妞对爱的自由态度，称她为“妓女”。与此同时，由于另一次出轨事件，纪尧姆被克拉拉暂时抛弃，克拉拉还带走了他们的孩子。
认识了年轻游客塞西尔和女同性戀多萝西之后，艾曼妞在一次船上旅行中与格雷戈里和解，引发了她与丈夫之间的争执，当晚让指责她受到格雷戈里的生活方式影响。接着，让与格雷戈里发生了争执还打了起来，随后艾曼妞与导演一起消失在夜色中。他们最终深深爱上彼此，艾曼妞决定几天后与新情人一起前往巴黎。
第二天早晨，她打算向朋友们告别并与让谈谈。然而，格雷戈里收到一封电报，告知他必须立即返回，因为电影项目被取消了。他试图联系正在外出的艾曼妞，但未能成功，便留下了几条消息。然而，这些消息被让拦截。当艾曼妞回到家时，让带着她去了餐馆，使得格雷戈里失去了联系的机会，只能独自离开。
最初，艾曼妞误以为被抛弃而感到悲伤，但她最终察觉到让的操纵行为，于是追随格雷戈里前往巴黎。克洛伊按照艾曼妞的请求把她的离开告知让，取代艾曼妞陪伴在让身边。

## 演员
- 施維亞·姬絲桃 饰 艾曼紐
- 翁贝托·奥西尼（Umberto Orsini）饰 让
- 亚历山德拉·斯图尔特（Alexandra Stewart）饰 多萝西
- 奥尔加·乔治-皮科（Olga Georges-Picot）饰 弗洛伦斯
- 让-皮埃尔·布维耶（Jean-Pierre Bouvier）饰 格雷戈里
- 西尔维·费内克（Sylvie Fennec）饰 克拉拉
- 卡罗琳·劳伦斯（Caroline Laurence）饰 塞西尔
- 雅克·多尼奥-瓦尔克罗兹（Jacques Doniol-Valcroze）饰 米歇尔·科迪埃
- 夏洛特·亚历山德拉（Charlotte Alexandra）饰 克洛伊

## 制作
《再見艾曼妞》原本设定为三部曲的最后一部，另外两部是《艾曼妞》（1974年）和《艾曼妞續集》（1975年）。影片在塞舌尔的拉迪格岛拍摄。

## 上映
该片于1977年经由Parafrance和华纳-哥伦比亚电影公司在法国首次上映。20世纪80年代初，该片成为米拉麥克斯影業发行的首部电影。这家美国独立发行公司的创始人鲍勃·温斯坦（Bob Weinstein）和哈維·溫斯坦在戛纳电影节上从制片人伊夫·鲁塞特-鲁阿尔德（Yves Rousset-Rouard）手中获得了版权。数年后，该片成为Cinemax和Showtime有线频道的深夜播放内容。

## 评价
《纽约时报》的影评人约翰·科里（John Corry）在评论中指出：“《再見艾曼妞》的风景每次都胜出”，但对电影中他认为“令人厌倦”的性爱场景评价不高。科里在评论中反思了这两方面：“电影的问题在于导演弗朗索瓦·勒特里耶是否过于沉迷于性爱场面而让风景无意间入镜，还是他有意为之。也许这并不重要。”